# دولة عظمى
إن الدولة العظمى هي تكتل من الأمم و/أو الدول، غالبًا ما تكون مختلفة لغويًا وعرقيًا، تحت هيكل سياسي إداري واحد. وهذا مختلف عن مفهوم الدولة الكبرى، على الرغم من أنه كثيرًا ما يُنظر إليهما معًا. وهو أيضًا مختلف عن مفهوم الإمبراطوية، حيث تهيمن دولة واحدة على دول أخرى من خلال استخدام القوة العسكرية والسياسية والاقتصادية، كما هو الحال في الإمبراطورية الرومانية، على الرغم من أن الإمبراطورية يمكنها أن تكون أيضًا دولة عظمى، كما هو الحال في الإمبراطورية الفارسية القديمة والإمبراطورية الروسية والهند والصين والامبراطورية المصرية القديمة
وتعد جمهورية يوغوسلافيا مثالاً على الدولة العظمى الصغيرة قبل تفككها في نهاية الحرب الباردة. تعد الصين مثالاً على الدولة العظمى القديمة، تحت حكم سلالات مختلفة. في حين يجادل المتشككون أن الاتحاد الأوروبي هو مثال حالي على الدولة العظمى الناشئة. ولا تعتبر الدول المتعددة الجنسيات مثل كندا والاتحاد الروسي دولاً عظمى.
كان الاتحاد السوفيتي السابق، بالرغم من تعريفه دستوريًا باسم اتحاد الجمهوريات، في الواقع دولة عظمى بسبب التنوع الثقافي واللغوي الكبير بين عرقيات من يسكنون بها، كما أنهم لم يعرّفوا أنفسهم على أنهم الدولة السوفيتية الواحدة بالرغم من المذهب الرسمي.
كانت الإمبراطورية البريطانية على مقربة من أن تصبح دولة عظمى في أواخر القرن الـ 19 عندما كانت هناك محاولة لإعادة تنظيم كل من السيادات والمستعمرات في هيئة واحدة باعتبارها الاتحاد الامبراطوري.

## دول عظمى خيالية
- الاتحاد الأطلسي (سلسلة مسلسلات الأنمي جاندام)
- تحالف الأرض
- التحالف بين النجوم
- إيستاسيا (1984)
- أوراسيا (1984)
- سطول العالمين
- أوقيانوسيا (1984)
- إمبراطورية المجرة (حرب النجوم)
- إمبراطورية المجرة (عالم إسحق أسيموف)
- إمبريالية مان
- ميجا سيتي وان
- ميكانيا
- الجمهورية القديمة (حرب النجوم)
- الاتحاد المتحد للكواكب
- دوري سولاريان
- الدولة العالمية
- الدولة الخليفة